# Łarisa Kosicyna
Łarisa Kosicyna (ros. Лариса Косицына, ur. 14 grudnia 1963 w Aszchabadzie) – radziecka lekkoatletka, specjalistka skoku wzwyż, trzykrotna medalistka halowych mistrzostw Europy.

## Kariera sportowa
Zdobyła brązowy medal w skoku wzwyż na mistrzostwach Europy juniorów w 1981 w Utrechcie.
Zdobyła srebrny medal na halowych mistrzostwach Europy w 1983 w Budapeszcie, przegrywając jedynie ze swą koleżanką z reprezentacji ZSRR Tamarą Bykową, a wyprzedzając Maryse Éwanjé-Épée z Francji. Zajęła 17. miejsce  na mistrzostwach świata w 1983 w Helsinkach.
Zdobyła brązowy medal na halowych mistrzostwach Europy w 1986 w Madrycie, ulegając tylko reprezentantkom Niemieckiej Republiki Demokratycznej Andrei Bienias i Gabriele Günz. Na mistrzostwach Europy w 1986 w Stuttgarcie zajęła 9.–10. miejsce. Zajęła 5. miejsce na mistrzostwach świata w 1987 w Rzymie. Zdobyła brązowy medal na halowych mistrzostwach Europy w 1988 w Budapeszcie, za Stefką Kostadinową z Bułgarii i Heike Redetzky z Republiki Federalnej Niemiec.
Była halową mistrzynią ZSRR w 1986.
Rekordy życiowe Kosicyny:
- skok wzwyż – 2,00 m (16 lipca 1988, Czelabińsk)
- skok wzwyż (hala) – 2,00 m (11 lutego 1988, Wołgograd)